# دائرة عين قزام
دائرة عين قزام إحدى دوائر الجزائر التابعة لولاية عين قزام (سابقًا لولاية تمنراست). عاصمتها هي عين قزام و تضم بلدية عين قزام. وقد تم ترقية الدائرة في مطلع 2015 إلى ولاية منتدبة.